# La vida al davant
|  | Per a altres significats, vegeu «La vida al davant (desambiguació)». |

La vida al davant (en francès La Vie devant soi) és una novel·la d'Émile Ajar (Romain Gary) publicada el 14 de setembre de 1975 al Mercure de France i que va obtenir el premi Goncourt el mateix any. Ha estat traduïda al català per Jordi Martín Lloret i publicada per Angle el 2014.

## Resum
Madame Rosa, una vella jueva que va conèixer Auschwitz i que abans es defensava amb el seu cul (segons el terme de Momo per a prostitució) al carrer Blondel de París, té una casa clandestina on deixen els seus fills les senyores que es defensen amb el seu cul. En ella Momo, un jove àrab de 14 anys, narra la seva història i l'acompanya en els seus últims dies.

## Història
Aquesta novel·la és una excepció i una mistificació en la història del Premi Goncourt - atribuït a la vuitena votació per sis vots contra tres a Un policeman de Didier Decoin i un Villa Triste de Patrick Modiano-, ja que Romain Gary ja l'havia rebut anteriorment el 1956 per Les Racines du ciel i el premi no es pot concedir dues vegades al mateix autor.
Tanmateix, aquesta novel·la va ser publicada per Gary amb un pseudònim, Émile Ajar, i amb un còmplice actuant com a autor davant els mitjans de comunicació, Paul Pavlowitch, cosí gran de Gary. El cas es va revelar només després de la mort de Romain Gary el 1980, tot i que prèviament s'havien plantejat dubtes sobre la identitat real de l'autor i els dubtes sobre la doble identitat d'Ajar des de la seva publicació. Romain Gary va prendre aquest pseudònim en un moment en què va ser molt criticat, per alliberar-se del seu propi personatge que s'havia tornat voluminós i recuperar una certa llibertat d'expressió. Un crític de Lire fins i tot va arribar a criticar enèrgicament l'obra de Gary, creient que l'acabaria declarant: Ajar continua sent un altre talent.
Al temer que el cas donés lloc a processos judicials, Romain Gary va decidir, tanmateix, rebutjar el premi, cosa que li va reportar dures crítiques per part de diversos crítics literaris (a Le Figaro i L'Aurore en particular). Tot i això, se li va atorgar el premi perquè va ser concedit a un llibre més que a un escriptor.

## Adaptacions

### Al cinema
La novel·la va ser adaptada per a cinema a pel·lícula homònima per Moshé Mizrahi el 1977 amb Simone Signoret en el paper de Madame Rosa. Simone Signoret va guanyar el César a la millor actriu per aquesta pel·lícula el 1978 i el llargmetratge va ser guardonat amb l'Oscar a la millor pel·lícula de parla no anglesa.
A banda d'aquesta adaptació, el llibre d'Émile Ajar apareix a la pel·lícula Mommy de Xavier Dolan: és el primer llibre que Steve, un personatge que pateix un trastorn amb dèficit d'atenció, aconsegueix llegir fins al final. També apareix a la pel·lícula 'Mon roi' 'de Maïwenn, llegida per Toni interpretada per Emmanuelle Bercot.

### A la televisió
La novel·la també ha estat adaptada a un telefilm homònim de Myriam Boyer el 2010.

### Al teatre
La novel·la ha estat adaptada al teatre per Xavier Jaillard el 2008 amb una posada en escena de Didier Long, amb Myriam Boyer en el paper de Madame Rosa,i també Aymen Saïdi, Xavier Jaillard, i Magid Bouali. El mateix any, aquesta peça va guanyar el Molière de la millor actriu per Myriam Boyer i la  Molières de Molière al teatre privat per François de Carsalade du Pont i Molière al millor adaptador per Xavier Jaillard. El 2009, aquest espectacle també va guanyar el Globe de cristal al millor espectacle privat de teatre.

## Prohibició a l'Iran
La novel·la es va publicar per primera vegada a l'Iran el 1975 abans de la revolució islàmica de 1979. Va ser prohibit durant uns deu anys després de la revolució. Després es va eliminar la prohibició i es va publicar diverses vegades. No obstant això, "La vida al davant" es va prohibir de nou durant el mandat del president iranià Mahmoud Ahmadinejad. El llibre finalment va arribar a les prestatgeries a l'Iran després d'una prohibició de 13 anys el setembre del 2018. "Amb la publicació d'aquest llibre, sento que un ésser estimat ha estat alliberat de la presó i ara he vingut a visitar-lo", va dir Lili Golestan, el traductor del llibre al farsi, després de la prohibició.